# Новопавлівська сільська рада (Оріхівський район)
| Новопавлівська сільська рада — колишній орган місцевого самоврядування у Оріхівському районі Запорізької області з адміністративним центром у с. Новопавлівка. Історична дата утворення: 2 липня 1992 року . Водоймища на території, підпорядкованій даній раді: р. Конка. Сільській раді підпорядковані населені пункти: - с. Новопавлівка |

## Склад ради
Рада складається з 14 депутатів та голови.

### Керівний склад ради
| ПІБ                          | Основні відомості                                                         | Дата обрання | Дата звільнення |
| ---------------------------- | ------------------------------------------------------------------------- | ------------ | --------------- |
| Гавриленко Віктор Григорович | Сільський голова, 1942 року народження, освіта, член народної партії      | 26.03.2006   | 31.10.2010      |
| Гавриленко Віктор Григорович | Сільський голова, 1942 року народження, освіта вища, член Партії регіонів | 31.10.2010   |                 |

Примітка: таблиця складена за даними джерела